# Čchen Čchiou-pching
Čchen Čchiou-pching (čínsky pchin-jinem Chén Qiūpíng, znaky 陳秋萍, POJ: Tân Chhiuphêng), (* 19. října 1974) je bývalá tchajwanská zápasnice – judistka.

## Sportovní kariéra
V tchajwanské ženské reprezentaci se pohybovala od počátku devadesátých let dvacátého století ve střední váze do 66 kg a v polotěžké váze nad 72 kg. V roce 1992 se stala první tchajwanskou juniorskou mistryní světa v judu. V roce 1996 startovala na olympijských hrách v Atlantě, kde nestačila v úvodním kole na Číňanku Leng Čchun-chuej. Sportovní kariéru ukončila na přelomu dvacátého a jednadvacátého století.

## Výsledky
| Turnaj            | 1992    | 1993    | 1994           | 1995           | 1996           | 1997           | 1998 |
| Turnaj            | 18      | 19      | 20             | 21             | 22             | 23             | 24   |
| Turnaj            | střední | střední | polotěžká váha | polotěžká váha | polotěžká váha | polotěžká váha |      |
| ----------------- | ------- | ------- | -------------- | -------------- | -------------- | -------------- | ---- |
| Olympijské hry    | —       |         |                |                | úč.            |                |      |
| Mistrovství světa |         | úč.     |                | úč.            |                | úč.            |      |
| Asijské hry       |         |         | 3.             |                |                |                | 3.   |
| Mistrovství Asie  |         | 3.      |                | 3.             | ?              | —              |      |
| Univerziáda       |         |         |                | 7.             |                |                |      |
| Akademické MS     | ?       |         | 1.             |                | 2.             |                | —    |
| MS juniorů        | 1.      |         |                |                |                |                |      |